# 日本独立リーグ
日本独立リーグ（にっぽんどくりつリーグ）は、2006年度からの創設を目指していた日本のプロ野球独立リーグである。英語名は"Japan Independent League"（JIL）。

## 概要
このリーグの企画者は、アメリカで野球学校「インターナショナル・ベースボール・アカデミー」を経営していた三沢博明とIT企業の社長を務めていた樋口直人である。彼らは2004年4月にアメリカの独立リーグであるノーザンリーグからカナダのカルガリーに本拠を構える球団のフランチャイズを獲得し、2005年からの加盟を目指していた。その運営ノウハウを生かす形で日本でも同様の独立リーグの発足を企図した。リーグ構想の実現に際しては元プロ野球選手で参議院議員でもあった江本孟紀を擁立し、発足後はコミッショナーとする予定だった。江本はノーザンリーグの新チームでも特別顧問となる予定であり、その就任を発表した2004年10月の記者会見の席上で三沢とともにこのリーグの開催構想を明らかにした。
具体的には日本全国に8球団参加させて4月～9月にかけて公式戦を展開。社会人やプロ経験者など幅広い人材を参加させ、アメリカの独立リーグなどとの連携を図って選手の移籍なども活発に行う。三沢によると、選手の半分は外国人とし、1名だけはサラリーキャップ制の対象外として元メジャーリーガーなどを招聘する構想だった。また本拠地も地方の中小の都市を中心にして採算の合う自治体に本拠地になってもらうことを目指していた。運営はアトラクションなどの娯楽性を取り入れたアメリカ流という方針だった。2004年11月には米独立リーグのウィンターミーティングで、アトランティックリーグ、カナディアン・アメリカン・リーグ、セントラルリーグ (独立リーグ)、フロンティアリーグとの間で「インデペンデントアソシエーション」を発足させる合意も取り付け、さらにヨーロッパの独立リーグとも連携する予定だった。しかしその後、更なる記者発表やニュースリリース、選手の募集、公式サイトの開設等の具体的な動きはない。
一方、「カルガリー・フォース」という名前が予定されていたノーザンリーグの新チームについては、当初リーグ側から強い期待も寄せられ、2005年度のウィンターミーティングを2004年10月に東京で開催したほどだった。江本と三沢の記者会見は、このウィンターミーティングにタイミングを合わせて行われた。しかし、三沢らが約束していた本拠地スタジアムの改修はじめ具体的な進展が何も見られず、ついに2004年12月には三沢と樋口に与えられていたフランチャイズが取り消された。その後このチームは地元の経営者を迎え、「カルガリー・ヴァイパーズ」（Calgary Vipers）という名前で予定通り2005年に発足した（リーグの移動を経て2011年で活動停止）。
このように、リーグ構想の前提とされていた北米でのチーム運営が頓挫したことから、見通しは大きく狂うことになった。その後一切の進展が見られぬまま当初の記者会見で開幕予定とされた2006年4月を迎えている。
なお、樋口は2006年より江本とともに、クラブチームの京都ファイアーバーズの代表を務めている。また、江本は2016年のシーズンから四国アイランドリーグplusの高知ファイティングドッグスで総監督に就任、11年越しで日本国内の独立リーグに関与することになった。
四国アイランドリーグplusの運営会社であるIBLJは英語の"Independent Baseball League of Japan"に由来し、翻訳すると「日本独立野球リーグ」となるが、無関係である。

## 沿革
- 2004年10月29日　設立計画を発表。